# Oscar Sjöstedt
Per Oscar Evert Sjöstedt, né le 6 février 1981 à Stockholm, est un homme politique suédois. Membre des Démocrates de Suède, dont il est le porte-parole chargé de la politique économique, il siège au Riksdag depuis 2014.

## Biographie
Après avoir eu son bac en 2000, Oscar Sjöstedt fait des études à l’Université de Stockholm. Il travaille ensuite comme vendeur, conseiller financier et chargé de clientèle.

### Parcours politique
De 2010 à 2014 il travaille pour les Démocrates de Suède en tant que secrétaire politique. En avril 2014 le parti annonce que Oscar Sjöstedt remplacera Sven-Olof Sällström comme porte-parole chargé de la politique économique. En septembre 2014 il est élu au Riksdag où il intègre la Commission des finances.